# Joyce King
Joyce A. King (Sydney, 1920. szeptember 1. – 2001. június 10.) olimpiai ezüstérmes ausztrál atléta.

## Pályafutása
100 és 220 yardon is ausztrál bajnok lett 1948-ban. Ebben az évben részt vett az olimpiai játékokon. Londonban három versenyszámban szerepelt. Indult a 100, illetve a 200 méteres síkfutás számaiban, de egyikben sem jutott el a döntőig. Tagja volt a négyszer százas ausztrál váltónak is, mellyel a második helyen, ezüstérmesként zárt a hollandok váltója mögött.

## Egyéni legjobbjai
- 100 yard - 11,0 s (1948)
- 200 méter - 24,8 s (1948)